# Reinhardtia
Reinhardtia ist die einzige Gattung der Pflanzentribus Reinhardtieae innerhalb der Familie der Palmengewächse (Arecaceae). Die etwa sechs Arten kommen von Mexiko bis Panama vor, eine Art reicht bis zum nordwestlichen von Kolumbien.

## Beschgreibung

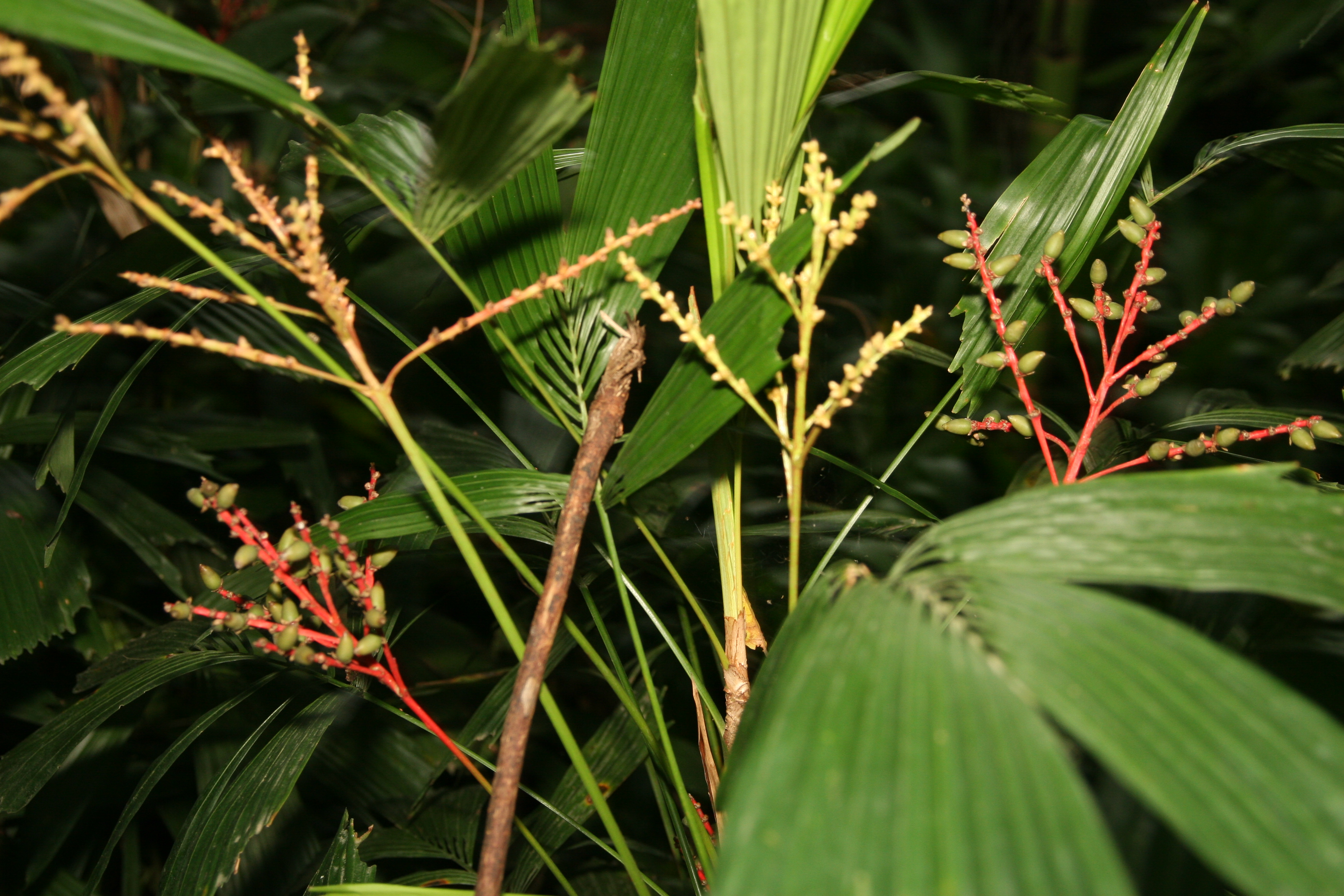
Reinhardta gracilis

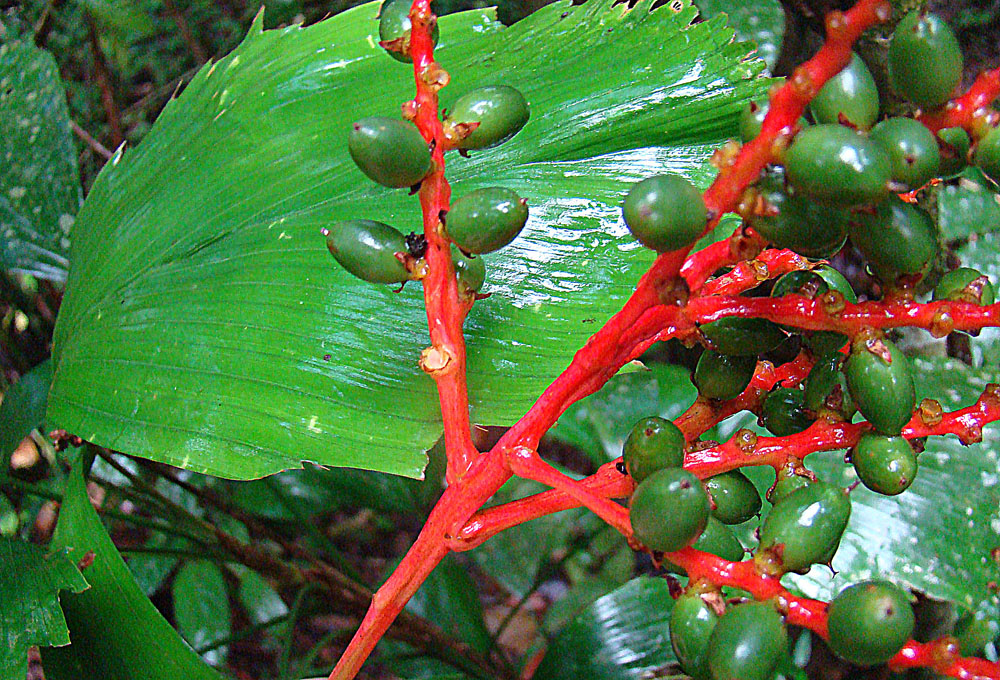
Ausschnitt eines Fruchtstands von Reinhardta gracilis

### Erscheinungsbild
Reinhardtia-Arten sind kleine bis mittelgroße Palmen, einzelstämmig oder horstbildend und unbewehrt. Der Stamm ist aufrecht und selten mehr als 8 Meter hoch, meist deutlich kürzer. An der Basis befinden sich manchmal Stelzwurzeln. Die Internodien sind sehr kurz bis mäßig lang, die Blattnarben am Stamm sind auffällig.

### Blätter
Die Blätter sind gefiedert, bifid (zweiteilig) oder völlig ungeteilt. Sind sie ungeteilt, so sind sie fiederig gerippt und besitzen eine kurze oder deutliche apikale Einkerbung. Manchmal bilden sich in der Spreite Fenster, weshalb Die Blätter vertrocknen an der Pflanze (Marzeszenz) oder fallen unter ihrem eigenen Gewicht ab. Die Blattscheiden sind röhrenförmig, bilden aber keinen Kronenschaft. Sie trocknen ein und bilden dann eine ineinander verwobene Masse gegenüber dem Blattstiel. Die häutige oder faserige Ligula zerfällt mit zunehmendem Alter in einzelne Fasern. Der Blattstiel ist gut entwickelt, an der Oberseite konkav oder flach, an der Unterseite gerundet oder eckig. Der Rand des Blattstiels kann geflügelt sein. Die Fiederblätter sind einmal oder mehrmals gefaltet. Sind sie einmal gefaltet, so ist die Spitze des Fiederblättchens bifid; sind sie mehrmals gefaltet, so ist die Blattspitze scharf gezähnt bis ausgerissen. Bei manchen Arten entstehen nahe der Rhachis entlang der abaxialen Falten der Fiederblättchen kurze Risse („Fenster“). Diese Arten werden im Englischen als window palms („Fenster-Palmen“) bezeichnet. Blattscheide, Stiel und Rippen der jungen Blätter sind mit braunen Schuppen besetzt.

### Blütenstände
Reinhardtia-Arten sind einhäusig getrenntgeschlechtig (monözisch) und mehrmals blühend. Die Blütenstände stehen einzeln, zwischen den Blättern (interfoliar) und sind proterandrisch. Die Blütenstände sind ährenförmig oder ein- bis zweifach verzweigt. Sie sind kürzer als oder gleich lang wie die Blätter. Der Blütenstandsschaft ist sehr schlank bis mittelstark und wächst auch nach der Blüte noch in die Länge. Das Vorblatt ist röhrig, häutig, zweikielig, trägt distal zwei dreieckige Lappen, und ist meist in der Scheide des Tragblattes eingeschlossen. Es gibt ein einzelnes Hochblatt am Blütenstandsschaft. Das Hochblatt ist röhrig oder nicht, länglich, papieren und zunächst vom Vorblatt eingeschlossen, später durch das Wachstum des Blütenstandsschafts frei und zerfallend. Selten gibt es ein zweites Hochblatt. Die Blütenstandsachse läuft in eine einfache Ähre aus (bei Reinhardtia koschnyana), oder sie trägt am oberen Ende einige wenige, gedrängt stehende Rachillae (blütentragende Achsen). Diese sind lange, überragen die Blütenstandsachse, und stehen in der Achsel von schmalen, dreieckigen Hochblättern. Die Seitenachsen können auch ein weiteres Mal verzweigt sein. Alle Blütenstandsachsen sind zunächst grünlich und mit braunen Schuppen besetzt. Nach der Befruchtung werden sie orange-rot bis leuchtend rot. Die Hochblätter der Rachillae stehen spiralig, subdistich oder distich (zweizeilig) und sind kurz, dreieckig und jedes trägt eine Blütentriade, die sich in einer flachen Vertiefung befinden. Im distalen Bereich der Rachillae befinden sich einzelne oder paarige männliche Blüten statt der Triaden.

### Blüten
Die eingeschlechtigen Blüten sind dreizählig.
Die männlichen Blüten besitzen eine zweikielige, unregelmäßig gelappte und gespaltene Brakteole. Die drei Kelchblätter sind frei, imbricat, stumpf und konkav. Die drei Kronblätter sind zwei- bis dreimal so lang wie die Kelchblätter, valvat und an der Basis sehr kurz verwachsen. Es sind 8 bis 40 Staubblätter vorhanden. Die Staubfäden sind kurz, schlank, an der Basis kurz verwachsen und mit der Basis der Kronblätter verbunden. Die Staubbeutel sind baxifix oder medifix, länglich, am Ende spitz oder bifid. Sie öffnen sich latrors. Ein Stempelrudiment ist nicht ausgebildet. Der Pollen ist ellipsoidisch oder abgeflacht dreieckig, und von leichter bis deutlicher Asymmetrie. Die Keimöffnung ist ein distaler Sulcus oder ein Trichotomosulcus. Die längste Achse misst 37 bis 53 Mikrometer.
Die weiblichen Blüten besitzen eine vorblattartige Brakteole. Die drei Kelchblätter sind frei, kreisförmig und imbricat. Die drei Kronblätter überragen die Kelchblätter. Die Kronblätter sind leicht imbricat und an der Basis teils verwachsen und distal valvat, oder sie sind durchgängig valvat. Die obere Hälfte ist während der Anthese ausgebreitet. Die Staminodien sind an ihrer Basis verwachsen und mit den Kronblättern sehr kurz oder bis zur Hälfte der Kronblätter verwachsen. Distal trägt jeder Teil der Staminodien-Ringes zwei bis fünf Zähne; diese sind meist aufrecht und zur Blüte auffällig. Das Gynoeceum ist eiförmig oder ellipsoidisch, an der Basis dreifächrig, mit drei Samenanlagen. Die Samenanlagen setzen etwas über der Basis an, ihre Form ist nicht bekannt. Der massive Griffel endet in Narben während der Anthese zurückgebogen sind.

### Früchte und Samen
Die Früchte sind einsamig, schwarz und stehen an den vergrößerten, rötlichen Rachillae. Die Früchte sind meist eiförmig oder ellipsoid mit apikalen Narbenresten. Das Exokarp ist glatt, das Mesokarp ist fleischig mit zwei Lagen von flachen Längsfasern; das Endokarp ist dünn und zerbrechlich. Der Samen ist eiförmig oder ellipsoidisch, setzt basal oder seitlich an. Meist ist er durch wenige Gefäßstränge gefurcht. Die Raphe ist oberflächlich oder eingedrückt. Das Endosperm ist homogen oder ruminat (gefurcht).

## Standorte
Reinhardtia-Arten gedeihen im Unterwuchs vorwiegend in Tiefland-Regenwäldern. Reinhardtia elegans und Reinhardtia gracilis var. tenuissima steigen bis in Höhenlagen von 1000 bis 1500 Metern.

## Systematik und Verbreitung
Die Gattung Reinhardtia wurde 1849 durch Frederik Liebmann in Historia Naturalis Palmarum, Band 3, Seite 311 aufgestellt. Typusart ist Reinhardtia elegans Liebm. Der Gattungsname Reinhardtia wurde vom Erstautor nicht erklärt, er dürfte sich aber auf eine dänische Naturforscherfamilie beziehen. Zu ihnen zählte auch der dänische Zoologe Johannes Theodor Reinhardt (1816 – 1882).
Die Gattung Reinhardtia Liebm. bildet alleine die Tribus Reinhardtieae in der Unterfamilie Arecoideae innerhalb der Familie Arecaceae. Die Gattung Reinhardtia ist monophyletisch. Die systematische Stellung der Tribus Reinhardtieae innerhalb der Arecoideae ist unsicher.
Reinhardtia-Arten kommen von Mexiko bis Panama vor, eine Art reicht bis ins nordwestliche von Kolumbien.
Es gibt etwa sechs Arten:
- Reinhardtia elegans Liebm.: Das Verbreitungsgebiet erstreckt sich von den mexikanischen Bundesstaaten Oaxaca sowie Chiapas bis Honduras.
- Reinhardtia gracilis (H.Wendl.) Burret: Es gibt etwa vier Varietäten:[2]
  - Reinhardtia gracilis var. gracilior (Burret) H.E.Moore: Sie kommt von Mexiko über Belize bis Honduras vor.[2]
  - Reinhardtia gracilis (H.Wendl.) Burret var. gracilis: Sie kommt in Belize, Guatemala, Honduras und Nicaragua vor.[2]
  - Reinhardtia gracilis var. rostrata (Burret) H.E.Moore: Sie kommt in Honduras, Nicaragua, Costa Rica, Panama und Kolumbien vor.[2]
  - Reinhardtia gracilis var. tenuissima H.E.Moore: Sie kommt nur im mexikanischen Bundesstaat Oaxaca vor.[2]
- Reinhardtia koschnyana (H.Wendl. & Dammer) Burret: Das Verbreitungsgebiet erstreckt sich von Honduras, Nicaragua, Costa Rica und Panama bis Kolumbien.
- Reinhardtia latisecta (H.Wendl.) Burret: Sie kommt in Belize, Guatemala, Honduras, Nicaragua und Costa Rica vor.
- Reinhardtia paiewonskiana Read, Zanoni & M.M.Mejía: Dieser Endemit kommt nur im südwestlichen Teil der Dominikanischen Republik vor.
- Reinhardtia simplex (H.Wendl.) Burret: Sie kommt vom mexikanischen Bundesstaat Chiapas über Honduras, Nicaragua, Costa Rica, Panama bis Kolumbien vor.